# Сааріярві
Са́аріярві (фін. Saarijärvi)  — місто в провінції Центральна Фінляндія у Фінляндії. 
Населення  — 10 095 осіб (2014), площа  — 1,422.73 км²,  водяне дзеркало  — 170,8 км², щільність населення  — 8,06 осіб/км².  

## Відомі вихідці
- Отто Стенрот — перший міністр іноземних справ Фінляндії.
- Ейя Хюютіяйнен — фінська лижниця.